# Niels Christian Ditleff

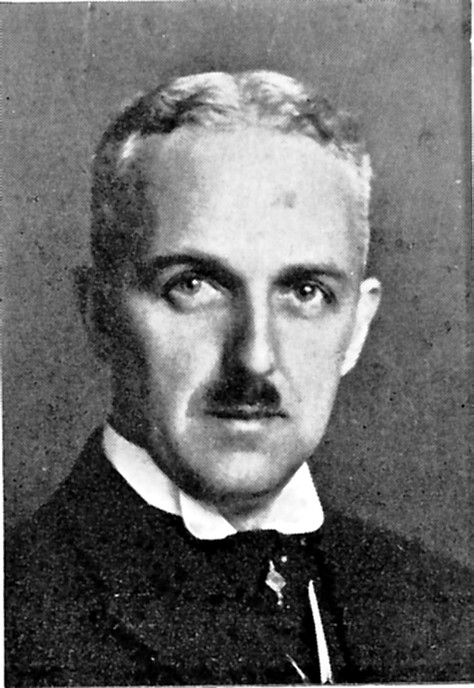
Niels Christian Ditleff

Niels Christian Ditleff (* 29. Oktober 1881 in Larvik, Norwegen; † 18. Juni 1956) war ein norwegischer Diplomat. Er war während des deutschen Überfalls auf Polen 1939 an der Evakuierung ausländischer Diplomaten aus Warschau beteiligt und 1945 Mitinitiator der Rettungsaktion der Weißen Busse, um skandinavische Gefangene aus deutschen Konzentrationslagern zu befreien.

## Geschichte
Ditleff wurde in der norwegischen Hafenstadt Larvik geboren. Er durchlief eine Seemannsausbildung und verließ die norwegische Marineakademie als Leutnant. Anschließend schlug er eine diplomatische Laufbahn ein. Er war von 1903 bis 1906 ins norwegische Generalkonsulat in Le Havre entsandt. Zwischen 1920 und 1926 war er Vizekonsul und Geschäftsträger in Havanna, Bilbao und Lissabon. Ab 1926 war er in Warschau stationiert, wo er 1930 zum Botschafter aufstieg.

### Evakuierung aus Warschau
Im Frühjahr 1939 richtete Ditleff in Warschau eine Transitstation für jüdische Flüchtlinge aus der Tschechoslowakei ein und sorgte dafür, dass die Flüchtlinge Essen, Kleidung und Transportmöglichkeiten nach Gdingen erhielten, von wo sie auf Schiffen nach Norwegen fuhren.
Als sich die deutschen Streitkräfte im September 1939 Warschau näherten, versuchte er früh, deutsche Militärbehörden zu kontaktieren, um eine geordnete Evakuierung von Diplomaten und Angehörigen zu veranlassen. Er konnte einen vierstündigen Waffenstillstand aushandeln, um die Evakuierung von rund 1200 Personen zu organisieren.

### Die Weißen Busse
Ditleff befand sich in Norwegen, als deutsche Soldaten Norwegen besetzten. Er floh nach Schweden und trat hier der norwegischen Gesandtschaft bei. Er setzte sich für einen aktiven Einsatz zur Rettung der norwegischen und dänischen Bürger in deutschen Konzentrationslagern ein und schlug im November 1944 einen Plan für die schwedische Operation der weißen Busse vor. Die dazu notwendigen Informationen erhielt er u. a. von einer Gruppe in Groß Kreutz.
Die Norwegerin Wanda Heger (geb. Hjort) kam 1942 als Zivilinternierte auf das Gut Groß Kreutz, einem Besitz ihrer Verwandtschaft. Auch der ehemalige Rektor der Universität Oslo Didrik Arup Seip wurde nach Gefängnisaufenthalten in Norwegen und Berlin aufgrund von Fürsprachen hier interniert. Sie arbeiteten zusammen mit den norwegischen Seemannspastoren Arne Berge und Conrad Vogt-Svendsen aus Hamburg, die Gefangene in Gefängnissen und KZs besuchten und ihnen Essen und Briefe von ihren Familien in Norwegen und Dänemark brachten. Zusammen mit anderen Skandinaviern hat die Gruppe in Groß Kreutz umfangreiche Listen von Gefangenen und deren Orten zusammengestellt. Die Listen wurden der norwegischen Exilregierung in London durch die schwedische Botschaft in Berlin übermittelt.
In Einvernehmen mit Schwedens Außenminister schlug Ditleff den Vizepräsidenten des schwedischen Roten Kreuzes Folke Bernadotte für die Verhandlungen mit deutschen Stellen und die Durchführung der Aktion vor. Als Kontaktmann zu Heinrich Himmler diente Himmlers Leibarzt Felix Kersten. Mit dessen Vermittlung trafen Bernadotte und Himmler mehrfach in der Heilanstalten Hohenlychen aufeinander, und Bernadotte konnte die Freilassung von rund 20.000 Häftlingen erreichen. Im Gegenzug erhielt Himmler die Zusage, dass Bernadotte Gespräche über einen Separatfrieden mit den Westalliierten vermitteln würde.

## Zeitlicher Ablauf
- 1940 August: Die ersten norwegischen politischen Gefangenen werden nach Deutschland deportiert.
- 1942 Oktober: Die Familie von Johan Bernhard Hjort, interniert auf Schloss Groß Kreutz, beginnt die Gefangenen zu unterstützen.
- 1943 September: Die dänische Koalitionsregierung tritt zurück;  dänische Häftlinge werden nach Deutschland gebracht.
- 1944 Januar: Ditleff stellt Kontakt zu der Gruppe in Groß Kreutz her.
- 1944 September: Ditleff trifft Bernadotte und schlägt eine schwedische Expedition zur Rettung skandinavischer Gefangener vor.
- 1944 Dezember: Die norwegische Exilregierung in London bittet die Botschaft in Stockholm um eine schwedische Expedition zur Rettung von Gefangenen in Deutschland.
- 1945 16. Februar: Bernadotte reist mit dem Flugzeug nach Berlin, trifft u. a. Himmler und verhandelt die Freilassung politischer Gefangener, erreicht anfangs die Sammlung in Neuengamme mit eigenen Fahrzeugen und Versorgungsmaterial (Benzin, Proviant).
- 1945 12. März: Die weißen Busse erreichen Friedrichsruh, die Basis in Deutschland.
- 1945 15. März: Der erste Transport der weißen Busse von Sachsenhausen nach Neuengamme; 2.200 Norweger und Dänen werden gesammelt.
- 1945 19. März: Der erste Transport der weißen Busse sammelt Gefangene im Süden Deutschlands; 559 Gefangene werden nach Neuengamme transportiert.
- 1945 26. März: Der erste Transport schwedischer Frauen nach Schweden.
- 1945 27. März: Transport der weißen Busse von französischen, belgischen, niederländischen, polnischen und russischen Häftlingen aus Neuengamme, um Platz für weitere skandinavische Gefangene zu schaffen.
- 1945 29. März: Das Schwedische Rote Kreuz erhält Zugang zum KZ Neuengamme.
- 1945 30. März: Transport der weißen Busse aus der Gegend um Leipzig; 1.200 Gefangene werden gesammelt, davon 1.000 dänische Polizisten, und alle werden nach Dänemark transportiert.
- 1945 2. April: Eine neue schwedische Kolonne der weißen Busse in Süddeutschland, die die Lager im KZ Mauthausen, KZ Dachau und KZ Vaihingen besuchen; 75 Gefangene werden in Neuengamme gesammelt.
- 1945 5. April: Etwa die Hälfte des schwedischen Kontingents der weißen Busse kehrt nach Schweden zurück; Sie werden durch Dänen ersetzt.
- 1945 8. April: Der erste Transport der weißen Busse aus dem KZ Ravensbrück; 100 weibliche Gefangene werden direkt zur Quarantäne in das Internierungslager Frøslev Padborg in Dänemark transportiert.
- 1945 8. April: Der erste Luftangriff auf die weißen Busse erfolgt im dänischen Lager in Friedrichsruh, vier dänische Fahrer und eine Krankenschwester werden leicht verletzt.
- 1945 9. April: Eine schwedisch-dänische Kolonne reist nach Berlin, um politische Gefangene aus Gefängnissen zu sammeln; 211 Häftlinge werden nach Neuengamme transportiert. Die Evakuierung kranker Häftlinge nach Dänemark beginnt.
- 1945 15. April: Insgesamt 524 politische Häftlinge aus Gefängnissen in Mecklenburg werden mit den weißen Busse gesammelt; 423 Juden werden mit schwedischen Bussen vom KZ Theresienstadt nach Dänemark und Schweden transportiert.
- 1945 20. April: Die Evakuierung aller skandinavischen Häftlinge von Neuengamme nach Schweden durch 123 dänische Busse, 30 Rettungswagen und 18 LKWs beginnt. Der Transport kranker Häftlinge aus dem KZ Ravensbrück; 786 und 360 weibliche Gefangene in zwei Kolonnen werden nach Padborg gebracht.
- 1945 30. April: Die Magdalena mit 223 Häftlingen und Lillie Matthiessen mit 225 Häftlingen verlassen Lübeck.
- 1945 2. Mai: 2000 weibliche Gefangene (960 Juden, 790 Polen und 250 Franzosen) kommen in Padborg mit dem Zug an.
- 1945 3. Mai: Cap Arcona, ein deutsches Passagierschiff voller Gefangener aus Neuengamme, wird von der Royal Air Force angegriffen. Fast alle 7.500 Gefangene an Bord des Schiffes sterben.
- 1945 4. Mai: Der letzte Transport mit geretteten politischen Gefangenen mit der Fähre vom besetzten Kopenhagen, Dänemark nach Malmö, Schweden.

Nach dem Zweiten Weltkrieg
Von 1945 bis 1950 arbeitete Ditleff als norwegischer Botschafter in Finnland, danach zog er sich in den Ruhestand zurück.
Seine Frau und er starben bei einem Autounfall.

## Ehrungen
Ditleff wurde vielfach für seine Verdienste ausgezeichnet:
- Großkreuz des Sankt-Olav-Ordens (Norwegen) (12. März 1946 für seine Arbeit für norwegische und dänische Häftlinge in Deutschland); Ritter 1. Klasse (1927); Kommandant mit Stern (1939)
- Freiheitskreuz Haakon VII. (Norwegen)
- Großkreuz des Dannebrogordens (Dänemark)
- Commander Großkreuz des Ordens der Weißen Rose von Finnland (Finnland)
- Großkreuz des Ordens Polonia Restituta (Polen)
- Kommandeur mit Großkreuz des Nordstern-Ordens (Schweden)
- Orden des Phönix
- Orden des Weißen Löwen (Tschechoslowakei)
- Orden der Krone von Rumänien
- Kommandant des Ordens von Oranien-Nassau (Niederlande)